# Steppenmammut
Das Steppenmammut (Mammuthus trogontherii) war ein Mammut aus dem Alt- und Mittelpleistozän von Eurasien. Dieser Elefant hat sich vermutlich im Unteren Pleistozän im östlichen Asien aus dem Südelefanten (Mammuthus meridionalis) entwickelt. Die ältesten Funde des Steppenmammuts stammen bisher aus dem Nihewan-Becken in China und datieren auf ein Alter von rund 1,66 Millionen Jahren. Im westlichen Eurasien trat der Mammutvertreter vermutlich aber nicht vor dem ausgehenden Altpleistozän auf. Mit einer Schulterhöhe von bis zu 4,7 m gehört das Steppenmammut zu den größten bekannten Rüsseltieren. Es wird vermutet, dass diese Tiere bis zu zehn Tonnen Gewicht erreichen konnten. Die spiralförmigen Stoßzähne konnten bei den Männchen über 5 m lang werden, waren aber einfacher gebogen als beim späteren Wollhaarmammut (Mammuthus primigenius).

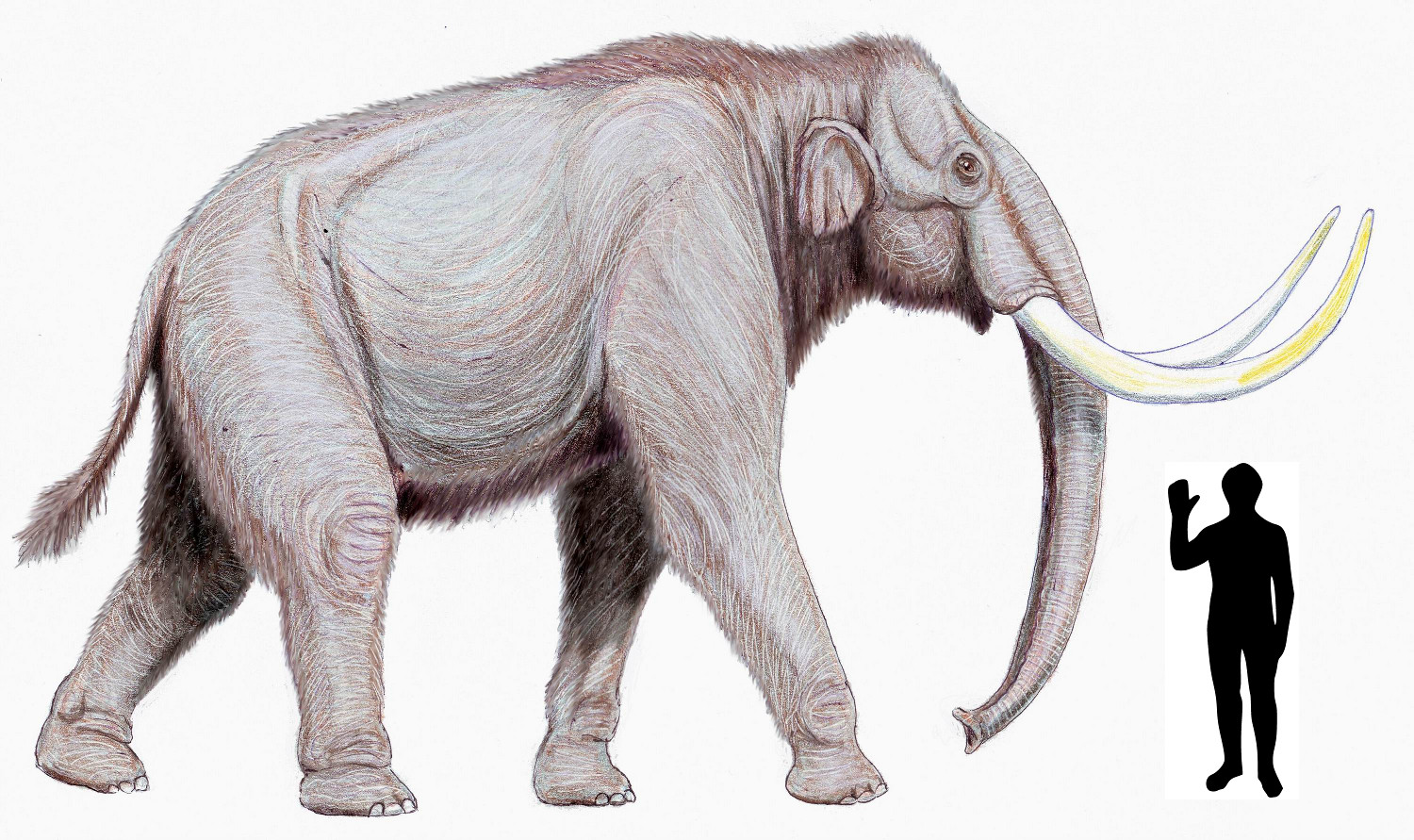
Lebendrekonstruktion des Steppenmammuts mit Größenvergleich

Steppenmammute waren besser an Grasnahrung angepasst als Südelefanten und drangen weit in Steppengebiete vor. Sie lebten aber auch in Waldlandschaften, was Funde aus Ostengland in einer Torfschicht, die Waldpflanzen enthielt, zeigen. Mammuthus trogontherii ist eine der ersten Mammutarten, die durch starke Behaarung an das Leben in kalten Regionen angepasst waren. Vor etwa 250.000 Jahren trat das Wollhaarmammut, das sich in Nordasien aus dem Steppenmammut entwickelte, in Europa in Erscheinung und löste seinen Vorläufer nach einer kurzen Übergangszeit vollständig ab.
Eines der vollständigsten Skelette eines Steppenmammuts wurde 1996 im serbischen Kikinda gefunden und ausgestellt. Es handelt sich bei dem Fund um ein Weibchen mit einer Gesamthöhe von 3,7 m und 3,5 m langen Stoßzähnen. Das Körpergewicht des lebenden Mammuts wird auf sieben Tonnen geschätzt. Männchen könnten in diesem Gebiet noch größer und mit mächtigeren Stoßzähnen bewehrt gewesen sein.
So wurde 2009 in der Kohlegrube der serbischen Stadt Kostolac in unmittelbarer Nähe der Ausgrabungsstätte der ehemaligen römischen Grenzstadt Viminatium das nahezu unversehrte Skelett eines männlichen Steppenmammuts (Mammuthus trogontherii) entdeckt, das rekonstruiert knapp 4 m hoch war und schätzungsweise 9,4 bis 9,7 t wog. Seit 2014 ist es dort in einem unterirdischen Museum ausgestellt. Das einzige montierte Skelett in Deutschland befindet sich in der Ausstellung im Spengler-Museum in Sangerhausen.
Im Februar 2021 wurde der Öffentlichkeit die Analyse einer DNA-Probe vorgestellt, die in Sibirien aus einem Zahn eines auf ein Alter von etwa 1,2 Millionen Jahre geschätzten Steppenmammuts gewonnen wurde. Sie gilt als die älteste erhaltene aDNA.